# Granizo

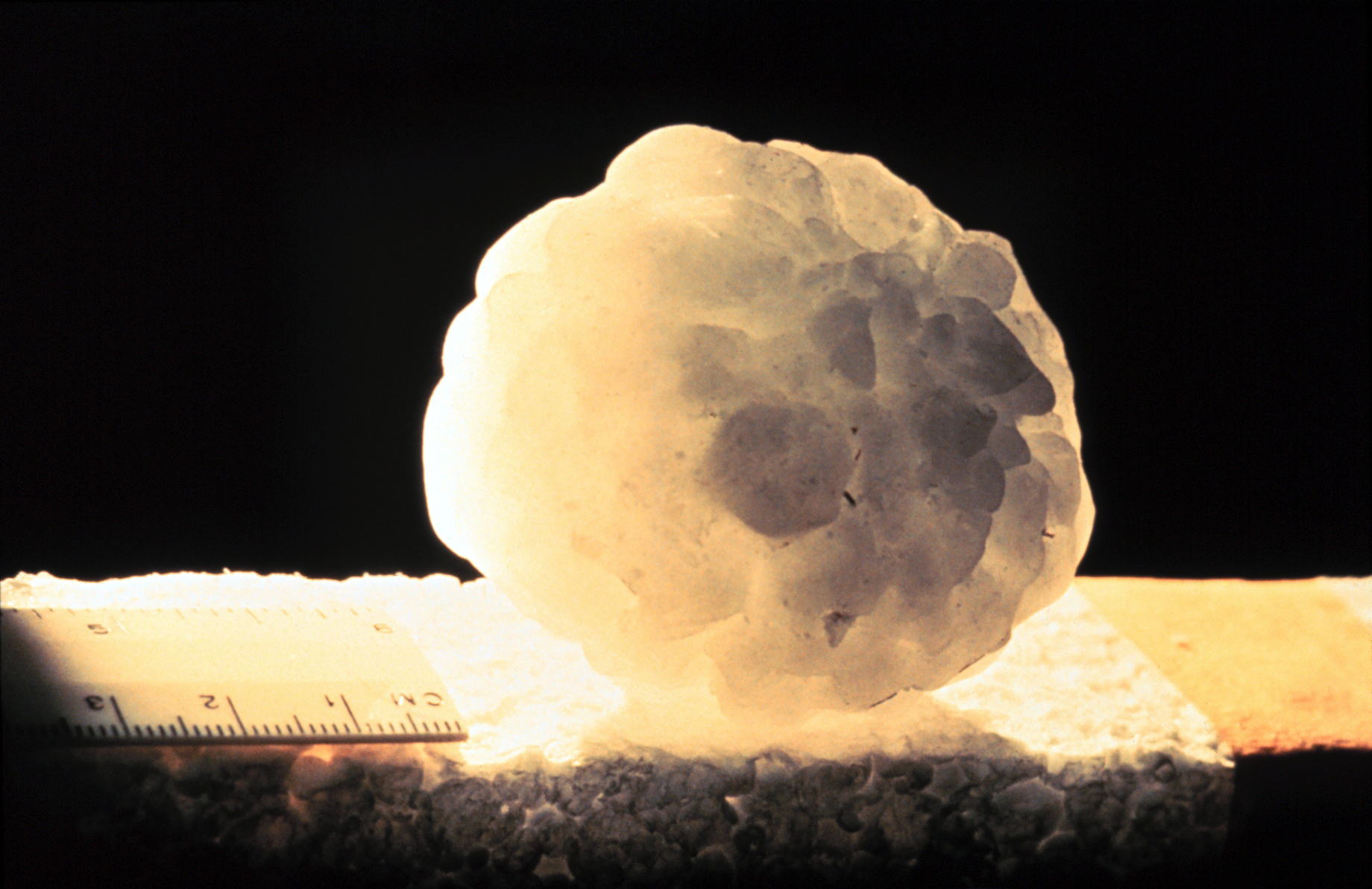
Una bola de granizo de tamaño excepcionalmente grande.

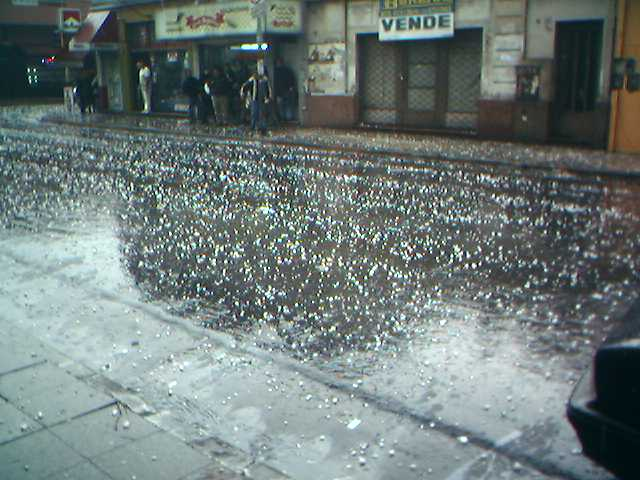
Granizo en una calle de Buenos Aires, en el 2006.

El granizo es un tipo de precipitación sólida que se compone de bolas o grumos irregulares de hielo, cada uno de los cuales se refiere como una piedra de granizo. A diferencia del granizo blando (que está formado por escarcha y granizo, que son más pequeñas y translúcidas), el granizo está formado, principalmente, de hielo de agua, y su tamaño puede variar entre los 5 y 50 milímetros (0,19 y 1,968 pulgadas) de diámetro, e incluso superar esa medida. El código de reporte METAR del granizo de 5 mm o mayor es GR, mientras que las pequeñas piedras de granizo y granizo blando se codifican GS. El granizo es posible en la mayoría de las tormentas, ya que se produce dentro de los cumulonimbus, dentro de las 2 millas náuticas (3,7 km) de la tormenta madre.

## Definición
Cualquier tormenta que produce granizo que llega al suelo se conoce como tormenta de granizo o granizada. Un cristal de hielo con un diámetro de más de 5 mm se considera granizo. Los granizos pueden crecer hasta 15 cm y pesar más de 0,5 kg.
A diferencia de los gránulos de hielo, los granizos están en capas y pueden ser irregulares y agrupados. El granizo está compuesto de hielo transparente o capas alternas de hielo transparente y translúcido de al menos 1 mm de espesor, que se depositan sobre la piedra de granizo a medida que viaja a través de la nube, suspendida en el aire con un fuerte movimiento ascendente hasta que su peso supera la corriente ascendente y cae al suelo. Aunque el diámetro del granizo varía, en los Estados Unidos la observación promedio de granizo dañino es de entre 2,5 cm y el tamaño de una pelota de golf de 4,4 cm.
Las piedras de más de 2 cm generalmente se consideran lo suficientemente grandes como para causar daño. El Servicio Meteorológico de Canadá emite advertencias de tormenta severa cuando se espera granizo de ese tamaño o superior. El Servicio Meteorológico Nacional de los Estados Unidos tiene, desde enero del 2010, un umbral de 2,5 cm de diámetro, un aumento sobre el umbral anterior de granizo de 1,9 cm. Otros países tienen diferentes umbrales según la sensibilidad local al granizo; por ejemplo, las áreas de cultivo de uvas podrían verse afectadas negativamente por granizos más pequeños. Los granizos pueden ser muy grandes o muy pequeños, dependiendo de qué tan fuerte sea la corriente ascendente: las tormentas de granizo más débiles producen granizos más pequeños que las tormentas de granizo más fuertes (como superceldas), ya que las corrientes ascendentes más poderosas en una tormenta más fuerte pueden mantener los granizos más grandes en el aire.

## Formaciones
La formación del granizo se origina con la presencia de una partícula sólida. Esta es arrastrada por fuertes vientos ascendentes dentro de la nube, a la que se le van adosando partículas de agua. Al ascender, se produce el enfriamiento de estas partículas, congelándose.
Al llegar a la zona superior de la nube, el granizo cae hacia la tierra por su propio peso. En su caída, muchas de las capas de hielo que se formaron durante su ascenso, pueden descongelarse, volviendo a su estado líquido original. Sin embargo, no se desprenden y aun estando dentro del cumulonimbo, puede ser capturada nuevamente por otra corriente de aire ascendente y ser trasladada hacia las regiones altas de la nube. Esto provoca el agregado de una nueva capa de partículas de agua y su congelamiento. Este ciclo puede ocurrir varias veces, hasta que el granizo tome una dimensión y peso, que las corrientes ascendentes de aire dentro de la nube, no tienen la fuerza suficiente para transportarlo, precipitándose así a tierra.

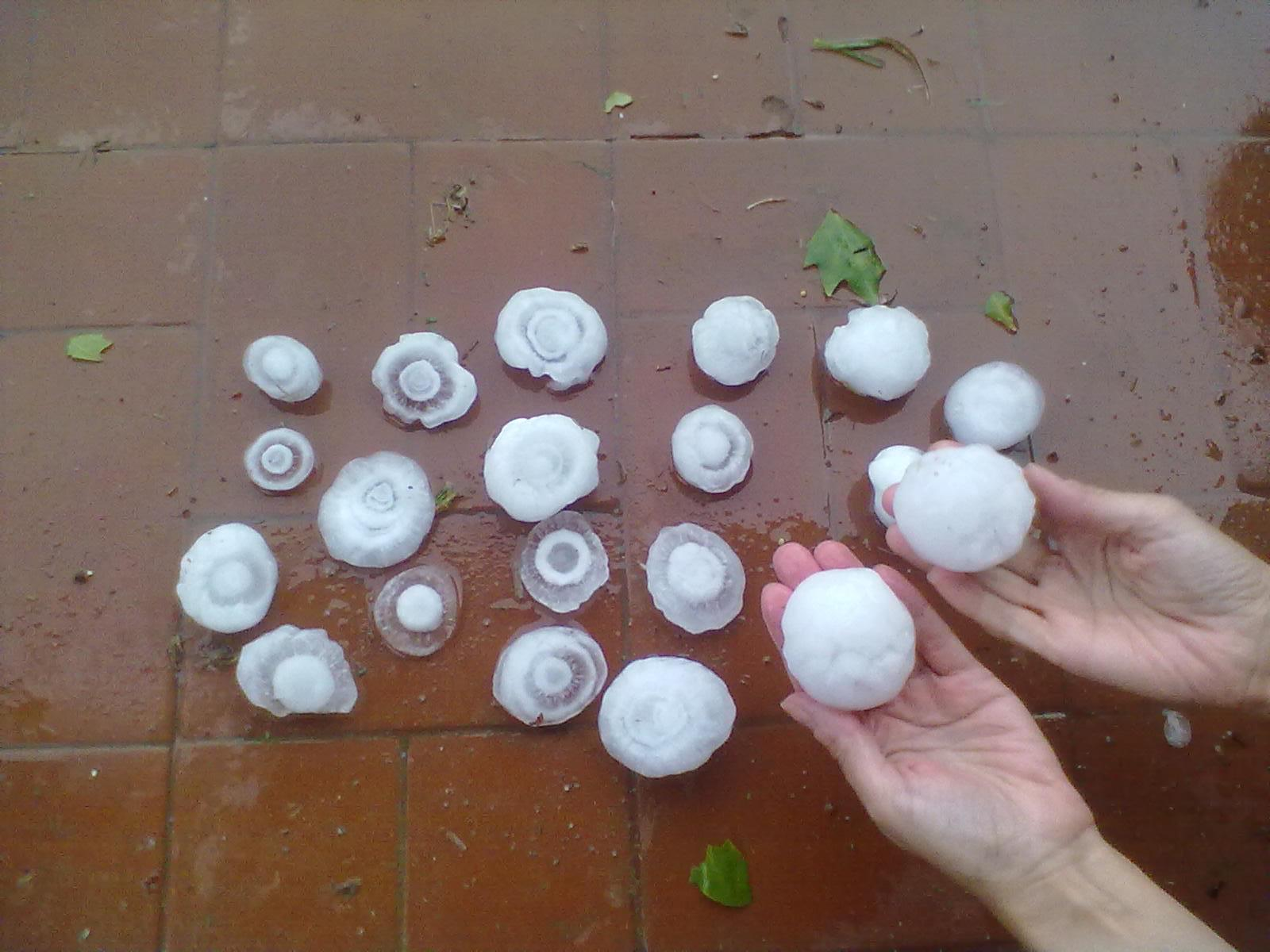
Tipos de granizos obtenidos en la localidad de Colonia Caroya, Provincia de Córdoba - Argentina, el 1 de febrero de 2013.

De esta manera, las piedras de granizo van adquiriendo tamaño y formando sus capas (como una cebolla) de hielo blanco y transparente. El hielo blanco responde a la presencia de gran cantidad de aire dentro del agua, esto marca el ascenso del granizo dentro de la nube. El agua se congela sin darle tiempo al aire a salir, por lo que el hielo formado queda blanco. Por el contrario, el hielo transparente indica el descenso del granizo. Su capa de hielo se disuelve y el aire es desplazado. Es por ello que mayoritariamente la capa externa del granizo es transparente, aunque a veces esa capa de hielo, durante su caída a tierra, se disuelve, quedando la capa de hielo blanco en primer lugar. Esta teoría sobre su formación, ha sido desestimada cuando se demostró que no necesariamente cada una de esas capas representaba el ascenso y descenso dentro de la nube, sino más bien al paso de la piedra por diferentes regiones de la nube, donde las concentraciones de agua varían. Cuando el granizo atraviesa una región con gran concentración de gotas de agua superenfriada, se forma la capa de hielo transparente, mientras que al atravesar una región de vapor de agua, se forma el hielo blanco. Gracias a los intensos vientos que a veces llegan a los 180 km/h, la piedra de granizo puede mantenerse por largo tiempo dentro de la nube y llegar a alcanzar grandes dimensiones, hasta alcanzar un tamaño que no le permita mantenerse en ella y por propia acción de la gravedad se precipita a tierra.
En general el granizo es de forma redondeada, aunque en algunas ocasiones puede presentar una forma irregular. Esto depende de la forma en que el granizo se ha estado moviendo dentro de la nube.
Según estudios realizados por algunos investigadores, la formación del granizo, se ve favorecida cuanto más cercana a la base de la nube se encuentra la isoterma de 0 °C.
Las tormentas de granizo se distribuyen a lo largo y ancho del planeta Tierra, centrando su presencia en las zonas sub-tropiales, donde las condiciones climáticas son más tumultuosas, y están entre las causantes de grandes desastres meteorológicos.
Las tormentas de granizo, están entre las tormentas más temidas por los seres humanos. Tienen la fuerza suficiente como para arrasar grandes extensiones de vegetación, dañar construcciones, destruir vehículos y provocar graves lesiones a los seres vivos, incluso puede provocarles la muerte.

## Factores que favorecen las formaciones

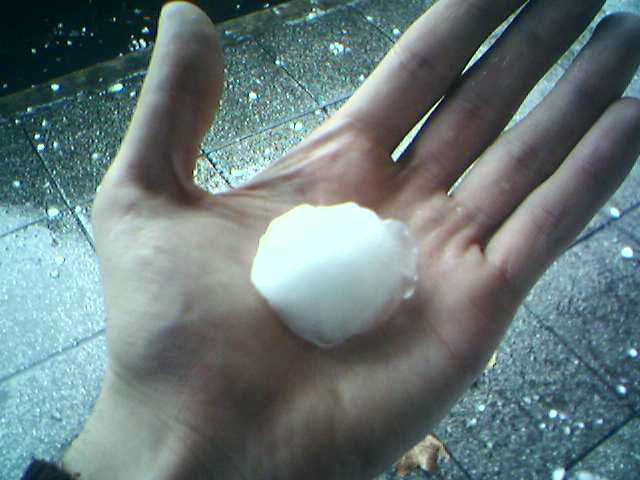
Granizo.

El granizo es más común en las zonas continentales interiores de las latitudes medias. Como la formación del granizo es mucho más probable cuando el nivel de congelación está por debajo de la altitud de 3 400 m (11 000 pies), el movimiento de aire seco, promueve la presencia de fuertes tormentas eléctricas sobre los continentes, y esto aumenta la frecuencia de granizo, mediante la promoción del enfriamiento por evaporación. Esto reduce el nivel de congelación de nubes de tormenta, dando al granizo un mayor volumen. En consecuencia, el granizo, en realidad, es menos común en los trópicos, a pesar de una frecuencia mucho más alta de las tormentas, que en las latitudes medias, porque la atmósfera en los trópicos tiende a ser más caliente en una profundidad mucho mayor.
El granizo en los trópicos ocurre principalmente en elevaciones más altas. Pero el crecimiento de granizo se vuelve sumamente pequeño, cuando la temperatura ambiente descienda por debajo de −30 °C (−22 °F). Las gotas de agua sobre-enfriada se vuelven raras a estas temperaturas. Alrededor de las tormentas, el granizo es más probable, dentro de la nube en altitudes superiores a los 6 100 m (20 000 pies). Entre 3 000 m (10 000 pies) y 6 100 m (20 000 pies).
El 60 por ciento del granizo todavía está dentro de la tormenta, y el 40 por ciento se encuentra ahora en el aire, en el fondo de 'yunque'. Por debajo de los 3 000 m (10 000 pies), el granizo se distribuye por igual en los alrededores de una tormenta a una distancia de 3,7 km (2 millas náuticas).

## Regiones del granizo
Una de las regiones más comunes de granizo de gran tamaño está en la región montañosa norte de India, donde se registró uno de los desastres más grandes con altas tasas de mortalidad relacionadas con granizo según el registro en 1888. China también experimenta importantes tormentas de granizo. Europa Central y el sur de Australia también sufren una gran cantidad de tormentas de granizo. Las regiones favoritas para granizadas son el sur y el oeste de Alemania, el norte y el este de Francia y el sur y el este de Benelux. En el sur de Europa, Croacia y Serbia experimentan frecuentes situaciones de granizo, en especial durante la estación de verano.
En América del Norte, el granizo es más común en la zona de los estados de Colorado, Nebraska y Wyoming.
En Sudamérica, la región central de Argentina, durante la temporada estival, es intensamente afectada por el granizo. En Colombia, en las ciudades de Bogotá y Medellín es frecuente su ocurrencia dada su elevación. El sur de Chile posee una temporada de granizo persistente desde mediados de abril hasta octubre. En otras ciudades sudamericanas, como Quito, Cuenca, Sucre, Oruro o Potosí, este fenómeno se registra con regularidad, especialmente entre diciembre y marzo.
En general, las áreas en torno a regiones montañosas, son proclives a padecer tormentas de granizo debido al movimiento forzado y permanente del aire por las alturas.

## Acumulación
Estrechas zonas donde se acumula el granizo en el suelo en asociación con actividad tormentosa se conocen como vetas de granizo o franjas de granizo, que pueden ser detectables por satélite después de que las tormentas pasan. Las tormentas de granizo suelen durar desde unos pocos minutos hasta 15 minutos de duración. La acumulación de las tormentas de granizo pueden cubrir el terreno con más de 5 cm de granizo, pudiendo causar derribos de árboles. Las inundaciones repentinas y deslizamientos de tierra en áreas de terreno empinado pueden ser una preocupación con la acumulación de granizo.
En ocasiones un tanto raras, una tormenta eléctrica puede llegar a ser estacionario o casi tiempo prolíficamente producir granizo y significativas profundidades de acumulación se produzcan; esto tiende a ocurrir en las zonas montañosas, como el 29 de julio de 2010 el caso de un pie de la acumulación de granizo en el condado de Boulder, Colorado. Se han reportado hasta una profundidad de un metro. Un paisaje cubierto de granizo acumulado en general se asemeja a una cubierta de nieve acumulada y cualquier acumulación significativa de granizo tiene los mismos efectos restrictivos como la acumulación de nieve, aunque en un área más pequeña, en el transporte y la infraestructura. El granizo acumulado también puede causar inundaciones por los bloqueos de desagüe , y el granizo puede ser llevado en el agua de la inundación, convirtiéndose en un granizado como la nieve que se deposita en las elevaciones más bajas.

## Tamaño y velocidad terminal
El tamaño de los granizos se determina mejor midiendo su diámetro con una regla. En ausencia de una regla, el tamaño del granizo a menudo se estima visualmente comparando su tamaño con el de los objetos conocidos, como las monedas. Usar objetos como huevos de gallina, guisantes y canicas para comparar tamaños de granizo es impreciso, debido a sus variadas dimensiones. La organización del Reino Unido, TORRO, también escala tanto para granizo como para granizo.
Cuando se observa en un aeropuerto, el código METAR se usa dentro de una observación de clima superficial que se relaciona con el tamaño de la piedra de granizo. Dentro del código METAR, GR se usa para indicar granizo más grande, de un diámetro de al menos 0.25 pulgadas (6.4 mm). GR se deriva de la palabra francesa grêle. El granizo de menor tamaño, así como los gránulos de nieve, utilizan la codificación de GS, que es la abreviatura de la palabra francesa grésil. La velocidad terminal del granizo, o la velocidad a la que cae el granizo cuando toca el suelo, varía. Se estima que un granizo de 1 centímetro (0.39 in) de diámetro cae a una velocidad de 9 metros por segundo (20 mph), mientras que las piedras del tamaño de 8 centímetros (3.1 pulgadas) de diámetro caen a una velocidad de 48 metros por segundo (110 mph). La velocidad del granizo depende del tamaño de la piedra, la fricción con el aire por el que cae, el movimiento del viento por el que cae, las colisiones con las gotas de lluvia u otras piedras de granizo y el derretimiento a medida que las piedras caen a través de una atmósfera más cálida. Como las piedras de granizo no son esferas perfectas, es difícil calcular su velocidad con precisión.

### Granizo registros
Los megacriometeoros, grandes rocas de hielo que no están asociadas con tormentas eléctricas, no están oficialmente reconocidas por la Organización Meteorológica Mundial como "granizo", que son agregaciones de hielo asociadas con tormentas eléctricas, y por lo tanto, los registros de características extremas de megacryometeors no se dan como registros de granizo. 
- Más pesado: 1,02 kg (2,25 lb); Distrito de Gopalganj, Bangladés, 14 de abril de 1986.
- El diámetro más grande medido oficialmente: 7,9 pulgadas (20 cm) de diámetro, 18,622 pulgadas (47,3 cm) de circunferencia; Vivian, Dakota del Sur, 23 de julio de 2010.
- La circunferencia más grande medida oficialmente: 18.74 pulgadas (47.6 cm) de circunferencia, 7.0 pulgadas (17.8 cm) de diámetro; Aurora, Nebraska, 22 de junio de 2003.
- Mayor precipitación promedio de granizo: Kericho, Kenia experimenta tormentas de granizo, en promedio, 50 días al año. Kericho está cerca del ecuador y la elevación de 7,200 pies contribuye a que sea un punto caliente para el granizo. [40] Kericho alcanzó el récord mundial de 132 días de granizo en un año.

## Detección y prevención sobre el granizo

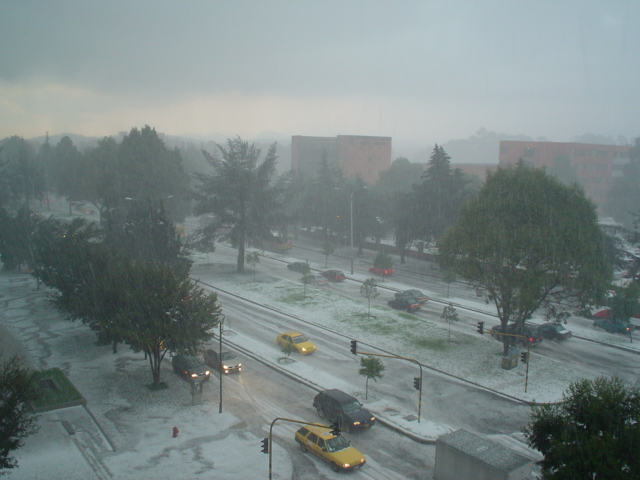
Tiempo tormentoso en Bogotá, Colombia, donde se registró el 3 de marzo de 2006.

Debido a los efectos devastadores que puede ocasionar una granizada, detectar la presencia de una tormenta de granizo, es una de las prioridades más altas. En este sentido, el Radar Meteorológico, cumple una importante función.
También se utilizan los satélites climatológicos (principalmente NOAA). Sin embargo, la experiencia de quien analiza las lecturas, es fundamental en la detección de este tipo de precipitación.
Durante la Edad Media, los europeos utilizaban las campanas de la iglesia y el fuego de los cañones para tratar de evitar el granizo.
Las últimas versiones de esta acción, comienzan a ser más intensas, luego de la Segunda Guerra Mundial, cuando Rusia redujo este tipo de precipitación, entre un 50 y 80 %.
Básicamente la acción se centra en lanzar un cohete al centro de la tormenta, donde estalla y dispersa gran cantidad de Yoduro de plata.
En algunas ocasiones se puede realizar la siembra de las nubes con este elemento, utilizando aviones.
Los resultados, no son absolutos ya que dependen de muchos factores, pero tienen una cierta efectividad; además su costo es elevado y su uso muy controvertido.
Diversos programas de supresión de granizo, se han llevado a cabo en 15 países entre 1965 y 2005, sin embargo, ningún método de prevención del granizo ha demostrado una alta efectividad.

## Símbolos meteorológicos del granizo

Precipitación suave de granizo o nieve de poco tamaño con o sin lluvia.
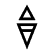
Precipitación moderada o fuerte de granizo o nieve de poco tamaño con o sin lluvia.
Granizada suave con o sin lluvia.
Tormenta eléctrica con granizada.